# L'Île des oubliés (bande dessinée)
L'Île des oubliés est l'adaptation en bande dessinée du roman éponyme, L'Île des oubliés, de Victoria Hislop. Cette adaptation est dessinée par Fred Vervisch sur un scénario de Roger Seiter. Elle paraît en 2021 aux éditions Philéas.

## Résumé
Une jeune archéologue, Alexis, revient en Crète d'où sa famille est originaire. Sa mère ne lui a quasiment jamais parlé de sa propre enfance et de sa famille, mais lui conseille d'aller voir une aubergiste qui connaît l'histoire de sa famille. Alexis se rend dans un petit port du nord de la Crète, en face de l'île mystérieuse Spinalonga.
Elle découvre alors progressivement le secret de famille, la tragique histoire de sa famille maternelle et des lépreux confrontés à la maladie et à l'isolement forcé.

## Adaptation du roman
Roger Seiter adapte le roman de 500 pages L'Île des oubliés en mettant principalement en avant les moments de conflits et les intrigues sentimentales.

## Réception critique
Pour BDZoom, l'adaptation est réussie et les dessins de Fred Vervisch sont bien lisibles, avec un « trait sec et nerveux », stylisant les décors pour retenir l'essentiel, avec des couleurs très lumineuses.
Félix Brun apprécie la délicatesse du graphisme, la beauté des paysages et le plaisir de lecture de ce « roman historique hors du commun ».
L. Moeneclaey pour BD Gest' estime que le style très affirmé de Fred Vervisch, au trait épuré avec de grands aplats de couleurs vives donnent un très bel effet, et que ses bleus pour la mer et le ciel immergent à merveille dans le monde hellénique.
Par contre, selon la critique d'ActuaBD, les personnages sont représentés de manière bien élégante et même les lépreux ont un air distingué, ce qui laisse l'impression d'un net décalage avec la réalité.

## Album
- L'Île des oubliés, dessins de Fred Vervisch, scénario de Roger Seiter, d'après Victoria Hislop, Éditions Philéas, 2021 (26 août 2021), 120 planches  (ISBN 978-2-491-46718-0)[3].